# Durma com Essa
Durma com Essa é um podcast brasileiro fundado em 2018, do Nexo Jornal. De veiculação diária, é um dos principais podcasts brasileiros de notícias.

## História
Durma com Essa estreou em setembro de 2018 e ganhou notoriedade no Brasil pelo seu conteúdo diário e pelo tempo - com episódios cuja duração é, em média, menos de 10 minutos. Seu conteúdo seguiu a linha de jornalismo de contexto do veículo digital, trazendo explicações sobre o assunto mais relevante do dia e é publicado no turno noturno.

## Desempenho
Durma Com Essa esteve frequentemente entre os podcasts de maior audiência no Brasil. O podcast estreou na parada de Top Podcasts da Apple Podcasts em setembro de 2018, alcançando o topo das paradas em 20 de novembro de 2018 e, desde então, frequentemente oscilando entre as 20 primeiras colocações.